# سرآشپز کوله به دوش
سرآشپز کوله به دوش (انگلیسی: The Backpacker Chef; کره‌ای: 백패커) یک برنامه تلویزیونی واقع‌نما کره جنوبی با حضور بک جونگ وون، اوه ده هوان، آن بو-هیون و دین‌دین است. این برنامه از ۲۶ مه تا ۶ اکتبر ۲۰۲۲، پنجشنبه‌ها ساعت ۲۰:۴۰ (کی‌اس‌تی) از تی‌وی‌ان برای ۲۰ قسمت پخش شد.

## بازیگران
- بک جونگ وون
- اوه ده هوان
- آن بو-هیون
- دین‌دین